# Andrea Pozzo
Andrea Pozzo (Andreas Puteus —llamado el padre Pozzo—), (Trento, 30 de noviembre de 1642-Viena, 31 de agosto de 1709), fue un jesuita pintor, arquitecto, diseñador de escenarios y teórico del arte barroco italiano. 
El aspecto más relevante de su trabajo son los grandiosos frescos realizados usando la técnica ilusionista de la Quadratura, en el cual se entremezclan la arquitectura, la escultura y la pintura, siendo su obra cumbre el techo de la bóveda de la iglesia de San Ignacio en Roma (1685-1694) en la cual aplica una técnica que posee efectos ópticos particularmente sorprendentes. Gracias a sus técnicas, se convirtió en una de las figuras más notables del periodo barroco.
Desde 1702 trabajó en Viena decorando la iglesia de los Jesuitas, orden a la que pertenecía, y del palacio de Liechtenstein. Escribió el tratado Perspectiva pictorum en (1693).

## Primeros tiempos
Nacido en Trento, se cree que recibió enseñanzas en el taller del pintor Palma il Giovane según demuestran diferentes aspectos de su estilo artístico inicial. Se ha sugerido que otro pintor, no identificado, del taller de Andrea Sacchi le enseñó posteriormente las técnicas del alto Barroco romano. Una vez realizados sus estudios viaja a Como y a Milán.
El 25 de diciembre de 1665, se incorpora a la orden de los jesuitas. En 1668, le asignan la decoración de la casa Professa de San Fidele en Milán, en donde sus decoraciones recibieron la aprobación y el reconocimiento general. Continúa su aprendizaje artístico en Génova y Venecia. Sus primeras pinturas atestiguan la influencia de la escuela Lombarda: una forma rica de color y un claroscuro gráfico. Cuando realiza la obra La vida de Jesús, en Génova, para la Congregazione dei Mercanti, se inspira en la obra de Rubens.
Su actividad artística se orienta a la decoración de las nuevas iglesias construidas que tienen enormes necesidades artísticas (concerniente a las órdenes monásticas medievales católicas de la iglesia); puesto que muchas de las iglesias jesuitas fueron construidas en esa época y estaban desprovistas de decoración y pintura. Los jesuitas lo emplean con frecuencia para adornar iglesias de la orden como las situadas en Módena, Bolonia y Arezzo. En 1676, adorna el interior de San Francesco Saverio en Mondovi. En esta iglesia se comienzan a observar ya sus técnicas ilusionistas más modernas: el falso dorado, las estatuas coloreadas en bronce, las columnas veteadas y la cúpula en trampantojo hecha en un techo plano, poblado con figuras en ajustes arquitectónicos.
En Turín (1678), pinta el techo de la iglesia de los jesuitas de los Santos Mártires. Los frescos se deterioraron gradualmente con la filtración del agua siendo sustituidos en 1844 por nuevas pinturas realizadas por Luigi Vacca. Solamente sobreviven algunos de los fragmentos de los frescos originales.

## Roma
Pozzo es invitado en 1681 a viajar a Roma por Giovanni Paolo Oliva, general de los jesuitas. Entre otras personas, Pozzo trabajó para Livio Odescalchi, el sobrino preferido del papa Inocencio XI. Lo utilizan inicialmente como diseñador de la etapa de los desfiles bíblicos, pero sus pinturas con una gran perspectiva ilusionista le dan pronto una reputación como virtuoso en decoraciones al fresco.
Sus primeros frescos romanos estaban en el pasillo que ligaba la iglesia del Gesù con los cuartos en donde había vivido San Ignacio. Su arquitectura y pinturas de trampantojo, que representan la vida del santo, fueron realizadas para decorar la Camere di San Ignazio (1681-1686), mezcladas con las pinturas ya existentes realizadas por Giacomo Borgognone.

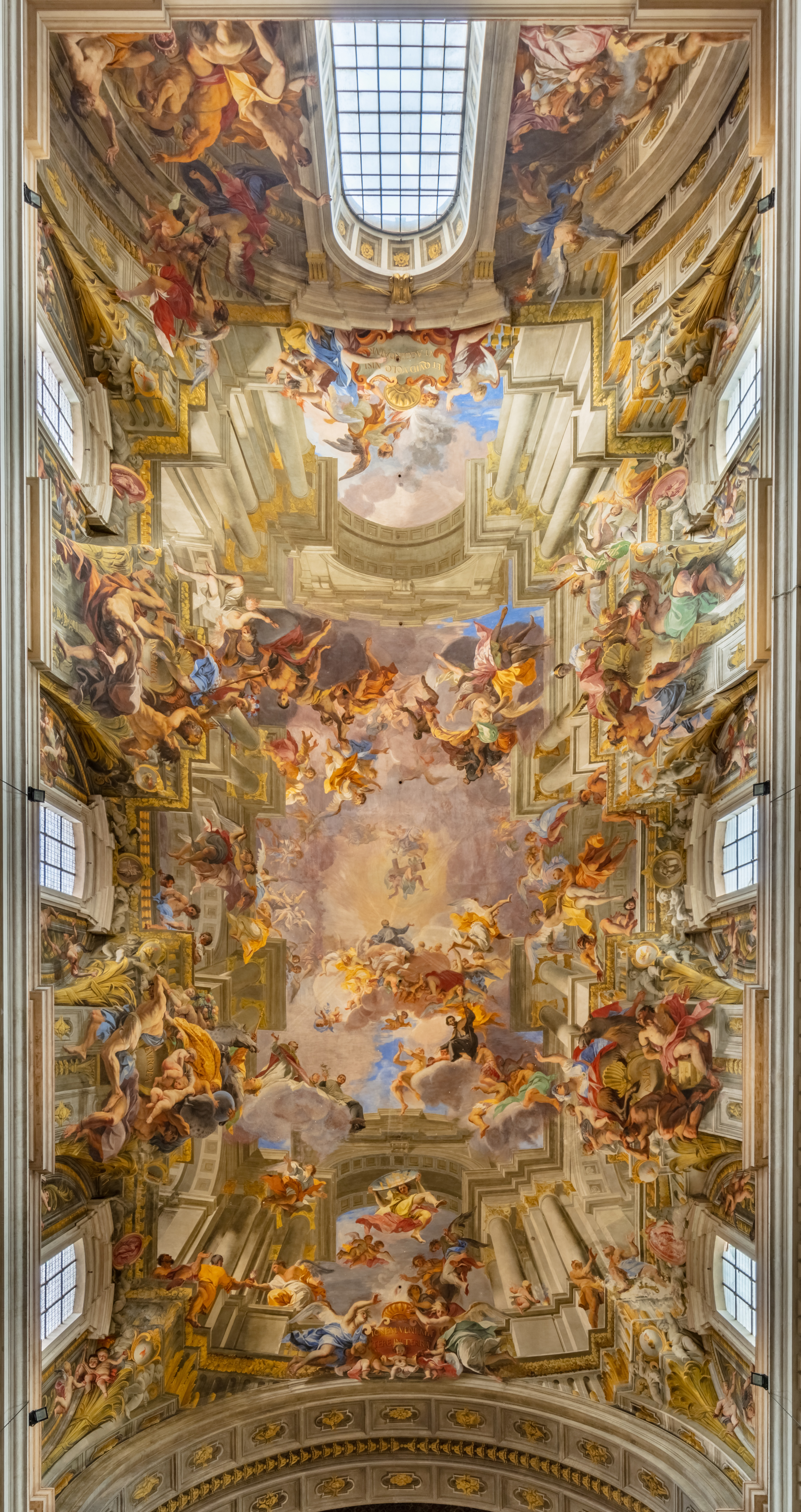
Fresco de la Apoteosis de San Ignacio o La gloria de san Ignacio (Alegoría de la obra misionera de los jesuitas), 1685-1694, bóveda de la nave, Iglesia de San Ignacio (Roma).

Su obra maestra, las perspectivas ilusionistas en los frescos de la cúpula, el ábside y el techo de la iglesia jesuita de San Ignacio de Roma (las ilustraciones se ordenan de derecha hacia abajo) fueron pintados entre 1685-1694 y son una creación notable y emblemática del alto Barroco romano. Varias generaciones posteriores, se fijaron en esta obra como referencia para la decoración del último barroco europeo. Comparando este trabajo con la obra maestra de Gaulli en la otra iglesia principal de los jesuitas en Roma, Il Gesù. 
El diseño decorativo del templo comenzó una vez finalizada la construcción de la iglesia por lo que fue consagrada estando inacabada en 1642. Los conflictos con los donantes originales, la familia Ludovisi, habían detenido la construcción de la cúpula prevista. Pozzo propuso hacer una cúpula ilusionista, pintándola en un lienzo. Era impresionante a los espectadores, pero polémica ya que algunos temieron que el lienzo pronto se oscureciera.
En el techo pintó una alegoría de la apoteosis de San Ignacio, realizada en una perspectiva impresionante. La pintura, de 17 metros de diámetro, se idea para hacer al observador mirar un punto marcado por un disco de cobre amarillo fijado en el piso de la bóveda, así parece una azotea adornada por estatuas, a pesar de que el techo es plano. A las sensibilidades modernas, esto aparecería ensalzar una visión imperialista del catolicismo europeo con empresas coloniales en otros continentes. Pozzo era un católico combativo, por ejemplo, en vez de pintar a los evangelistas como pilares de la doctrina eclesial, pintaba a guerreros victoriosos del antiguo testamento: Judith y Holofernes, David y Goliath, Yael y Sísara y Sansón y los filisteos. Se comentaba una vez concluida la obra que: Sant'Ignazio era es buen lugar para comprar carne, puesto que ahora hay cuatro nuevos carniceros.

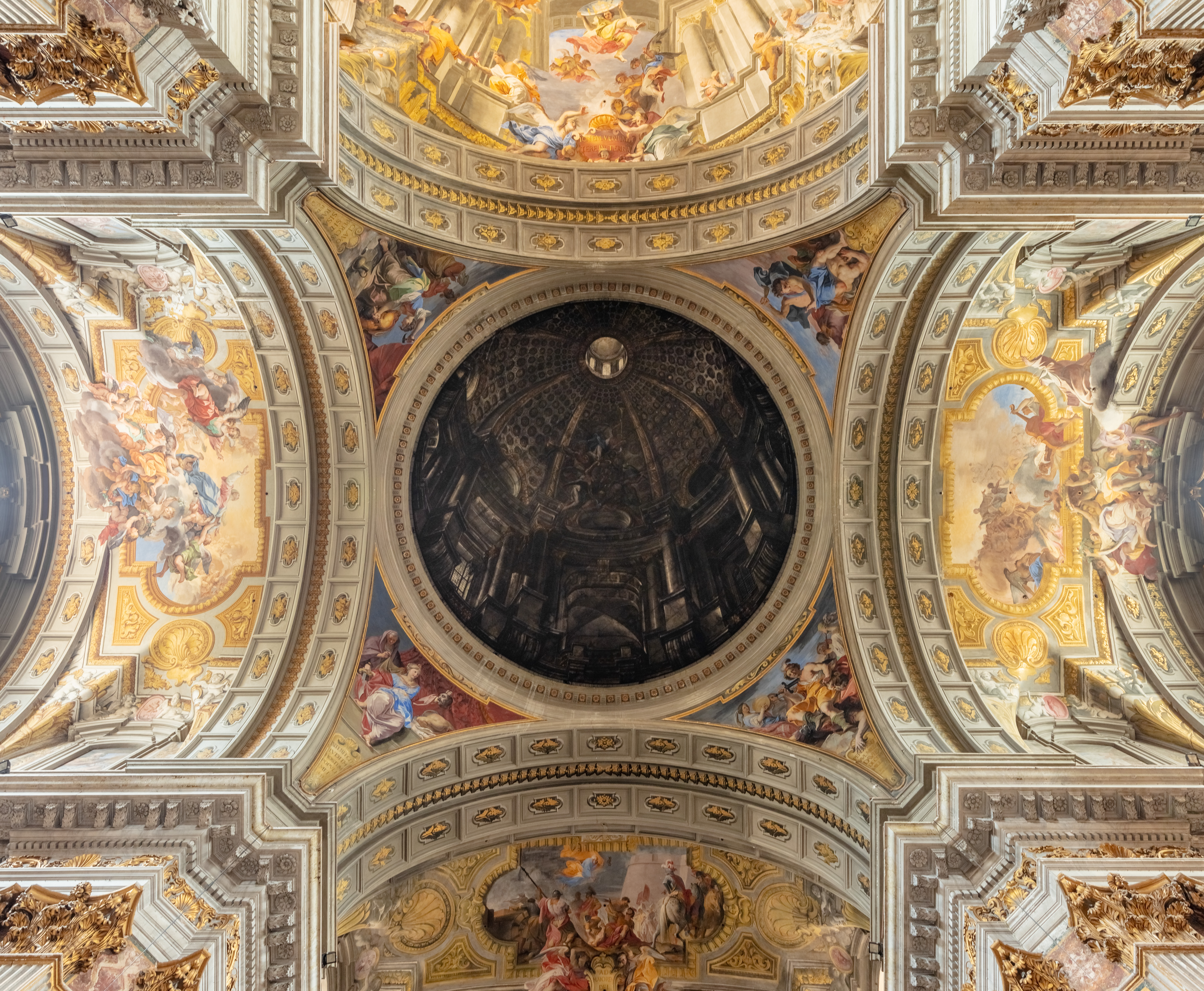
La brillante perspectiva ilusionista de la cúpula de Sant'Ignazio (1685).

En el fresco de la cúpula, la luz viene de Dios padre al hijo que la transmite a San Ignacio, de dónde se rompe en cuatro rayos que conducen a los cuatro continentes. Pozzo explica que ilustra las palabras de Cristo del evangelio de Lucas: Me mandan para enviar el fuego en la tierra, y las palabras de Ignacio: Se volverá todo en llamas. Otro rayo ilumina el nombre de Jesús. Con su perspectiva, la arquitectura ilusoria genera un gran espacio con la aparición de la asamblea divina que giraba hacia arriba, el conjunto ofrece un ejemplo que fue copiado en varias iglesias italianas, austríacas y alemanas de la orden jesuita.
La brillante perspectiva ilusionista de la bóveda de Pozzo en Sant'Ignazio (1685) es revelada viéndola desde el extremo opuesto. Parece borrar y levantar el techo con una impresión tan realista que es difícil distinguir cuál es verdadero o no. Andrea Pozzo pintó este techo y la bóveda en una lona, de 17 m de ancho. Las pinturas en el ábside representan escenas a partir de la vida de San Ignacio, de San Francisco Javier y de San Francisco de Borja.
En 1695 le concedieron el prestigioso encargo, después de ganar una competición contra Sebastiano Cipriani y Giovanni Battista Origone, de realizar un altar en la capilla de San Ignacio en el transepto izquierdo de la iglesia del Gesù. Este grandioso altar sobre la tumba del santo, construida con raros mármoles y metales preciosos, muestra la trinidad, mientras que cuatro columnas de lapislázuli (las actuales son copias) incluyen la estatua colosal del santo, obra de Pierre Legros. Era un trabajo coordinado de más de 100 escultores y artesanos, entre ellos Pierre Legros, Bernardino Ludovisi, Il Lorenzone y Jean-Baptiste Théodon. Andrea Pozzo también diseñó el altar de la capilla de San Francisco de Borja en la misma iglesia.
En 1697 le pidieron construir los altares barrocos similares con escenas a partir de la vida de San Ignacio en el ábside de la iglesia de iglesia de San Ignacio en Roma. Estos altares contienen las reliquias de San Luis Gonzaga y de San Juan Berchmans.
Mientras tanto continua pintando frescos y bóvedas ilusionistas en Turín, Mondovi, Módena, Montepulciano y Arezzo. En 1681 Cosimo III de Medici, duque magnífico de Toscana le encarga pintar su autorretrato para la colección ducal (ahora en la Galería de los Uffizi en Florencia). Este óleo sobre lienzo se ha convertido en el autorretrato más original. Muestra al pintor en una actitud diagonal, demostrando con su dedo índice derecho una bóveda pintada al fresco (posiblemente la abadía de Arezzo), mientras que en su mano izquierda se reclina sobre tres libros (que se refieren probablemente a sus tratados sobre la perspectiva). La pintura fue enviada al duque en 1688. También pintó escenas a partir de la vida de San Estanislao de Koska, en el cuarto del santo en la iglesia de Sant'Andrea al Quirinale en Roma.

## Escritos
Pozzo publicó sus ideas artísticas en un trabajo teórico conocido como Perspectiva pictorum et architectorum (2 volúmenes, 1693, 1698), ilustrado con 118 grabados, dedicado al emperador Leopoldo I. En él ofrece el uso de las perspectivas arquitectónicas en la pintura. Este trabajo es uno de los primeros manuales de perspectiva para los artistas y los arquitectos, siendo traducido durante el siglo XIX en posteriores ediciones del latín e italiano originales al francés, alemán, inglés y chino, gracias a la red de monjes jesuitas que se repartían por el mundo.

## Viena

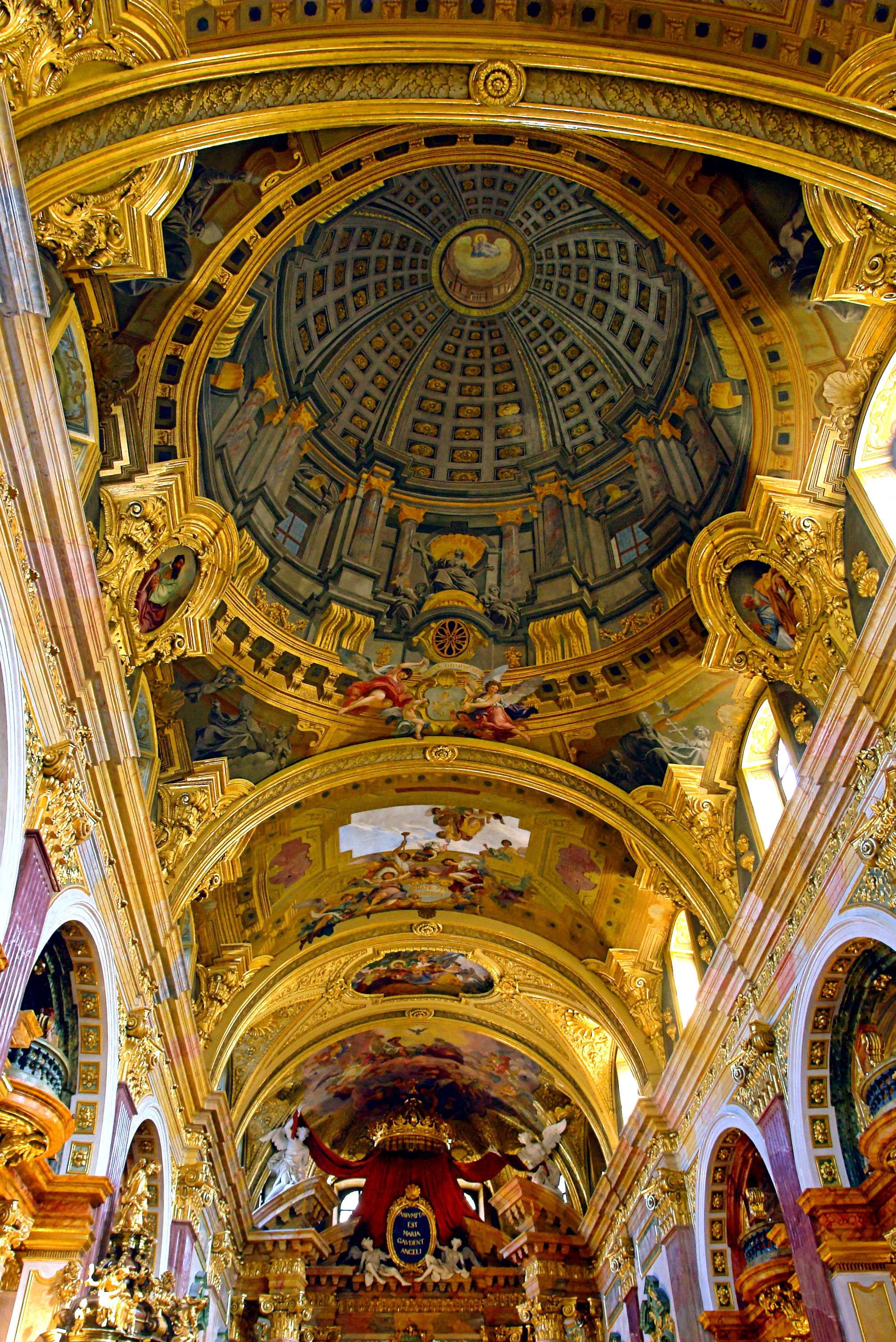
Perspectiva ilusionista de la cúpula de la iglesia de los Jesuitas. en Viena (Austria).

En 1694 Andrea Pozzo había explicado sus técnicas en una carta a Antón Florian, príncipe de Liechtenstein y embajador del emperador Leopoldo I en la corte Papal en Roma. Recomendado por el príncipe de Liechtenstein al emperador es invitado por Leopoldo I, trasladándose en 1702 (¿1703?) a Viena. Allí trabaja para el soberano, la corte, el príncipe Johann Adán von Liechtenstein y para varias órdenes religiosas e iglesias. Realiza obras como los frescos y la cúpula de la iglesia jesuita de Viena. Algunas de sus tareas tenían un carácter decorativo ocasional (escenas en teatros e iglesias) resultando efímeras y siendo pronto destruidas. 
Su trabajo más significativo en la etapa de Viena es el fresco monumental del techo del salón del palacio del jardín de Liechtenstein (1707), La admisión de Hércules en el Olimpo, que, según las fuentes, fue muy admirado por los contemporáneos. Con efectos ilusionistas, la pintura arquitectónica comienza a traspasar la frontera del techo, mientras que este parece abrirse para mostrar un reino divino lleno de Dioses del Olimpo.
Algunos de sus retablos vieneses han sobrevivido en la iglesia de los Jesuitas (Jesuitenkirche) de Viena. Sus retablos y frescos ilusorios del techo tuvieron una fuerte influencia en el arte barroco de Viena teniendo muchos seguidores en Hungría, Bohemia, Moravia, y Polonia.

## Arquitectura
Realiza algunos diseños arquitectónicos en su libro de perspectiva pictorum et architectorum, indicando que no efectúa ningún diseño antes de 1690. Estos diseños no fueron realizados, pero sirvieron como fuente para el diseño de la iglesia de San Apollinare en Roma y la iglesia jesuita de San Francesco Saverio (1700-1702) en Trento. El interior de esta iglesia fue diseñado igualmente por Pozzo.
En ese mismo tiempo, entre 1701 y 1702, diseña las iglesias de los jesuitas de San Bernardo y la iglesia de Jesús en Montepulciano. Pero para esta última sus planos solo se siguieron en parte. Se basan en su trabajo para la construcción de la catedral de San Nicolás en Liubliana (1708), inspirada por los diseños de las iglesias de Il Gesù y San Ignazio en Roma.
Fallece en Viena en 1709 en un momento en que meditaba regresar a Italia para diseñar una nueva iglesia de los jesuitas en Venecia. Lo enterraron con grandes honores en una de sus mejores realizaciones, la iglesia de los jesuitas en Viena.